# Hennecke von Riga
Hennecke von Riga (auch Hannike, Hans, Hanco, Hanul(o), * vor 1382; † zwischen 1417 und 1421 in Krakau) war ein deutscher Bürger von Vilnius, der für seine Rolle im litauischen Bürgerkrieg (1345–1382) zum Statthalter und Vogt von Vilnius ernannt wurde.

## Leben
Henneckes Familie gehörte zur Bürgerschaft der litauischen Städte Riga und Vilnius.
Während die Fürsten Kęstutis und Jogaila um die Vorherrschaft in Litauen kämpften, öffnete Hennecke dem zukünftigen polnischen König Jogaila im Jahr 1382 die Tore der Stadt Vilnius. Hennecke wurde dadurch ein Vertrauter Jogailas und des zukünftigen litauischen Regenten Skirgaila und zum Vogt und Statthalter von Vilnius ernannt.
In der folgenden Zeit förderte Hennecke die Beziehungen zu Polen, um die den litauischen Handel einschränkende Politik des Deutschen Ordens zu umgehen. 1385 beteiligte er sich als Geschäftsträger Jogailas an der Gründung der Union von Krewo, indem er für Jogaila um die Hand der ungarischen Prinzessin Hedwig von Anjou anhielt.
1387 verzichtete er auf sein Amt und verschenkte seinen Landbesitz an ein Franziskanerkloster. 1393 zog er nach Krakau, wo er zwischen 1417 und 1421 starb.